# St Boniface Kirk (Papa Westray)

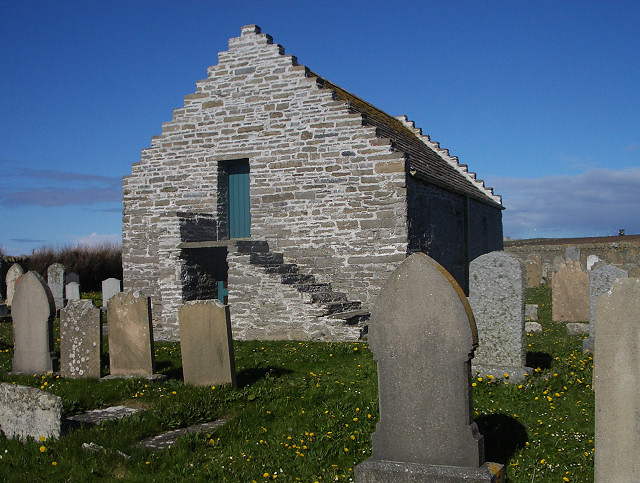
St Boniface Kirk

Die St Boniface Kirk ist ein presbyterianisches Kirchengebäude auf der schottischen Orkneyinsel Papa Westray. 1971 wurde das Bauwerk in die schottischen Denkmallisten in der Kategorie B aufgenommen. Außerdem ist der umgebende Friedhof als Scheduled Monuments klassifiziert.

## Geschichte
Die Besiedlung des Geländes kann bis in die Eisenzeit zurückverfolgt werden. Die eisenzeitlich Siedlung Munkerhoose ist unweit der Kirche gelegen. Später befand sich wahrscheinlich ein frühchristliches Zentrum an diesem Ort, worauf zwei piktische Kreuzplatten hindeuten, die auf dem Friedhof entdeckt wurden und deren Entstehung auf das 8. Jahrhundert datiert werden. Das Kirchengebäude stammt aus dem 12. Jahrhundert. Ein exaktes Baudatum konnte bisher nicht bestimmt werden, aber ein Ereignis aus der Orkneyinga saga im Jahre 1137 könnte sich dort zugetragen haben. Um das Jahr 1700 wurde die Kirche erweitert und zu großen Teilen neu aufgebaut. Bis in die 1920er Jahre wurde die St Boniface Kirk noch regelmäßig genutzt. Nach der Fusion zwischen der Free Church of Scotland und der Church of Scotland wurden die Kirchgemeinden zusammengelegt und die St Boniface Kirk aufgegeben. 1993 wurde das Gebäude restauriert.

## Beschreibung
Die St Boniface Kirk liegt an der Westküste Papa Westrays unweit des Kirkhouse Cottage. Das Mauerwerk des einstöckigen, länglichen Gebäudes besteht aus Bruchstein. Die Fassaden sind mit Harl verputzt. Der Eingang befindet sich mittig an der Westseite und ist über eine Vortreppe zugänglich. An der Südseite sind zwei, an der Nordseite ein Fenster eingelassen. Die Giebel des schiefergedeckten Satteldaches sind als Staffelgiebel gearbeitet. Bei der Renovierung wurde die Decke neu gestaltet. Wo möglich wurden die alten Holzeinbauten wiederverwendet. Den angrenzenden Friedhof umfriedet eine Bruchsteinmauer. Die dort befindlichen Grabsteine reichen bis in das 12. Jahrhundert zurück.